# Palais de Glace

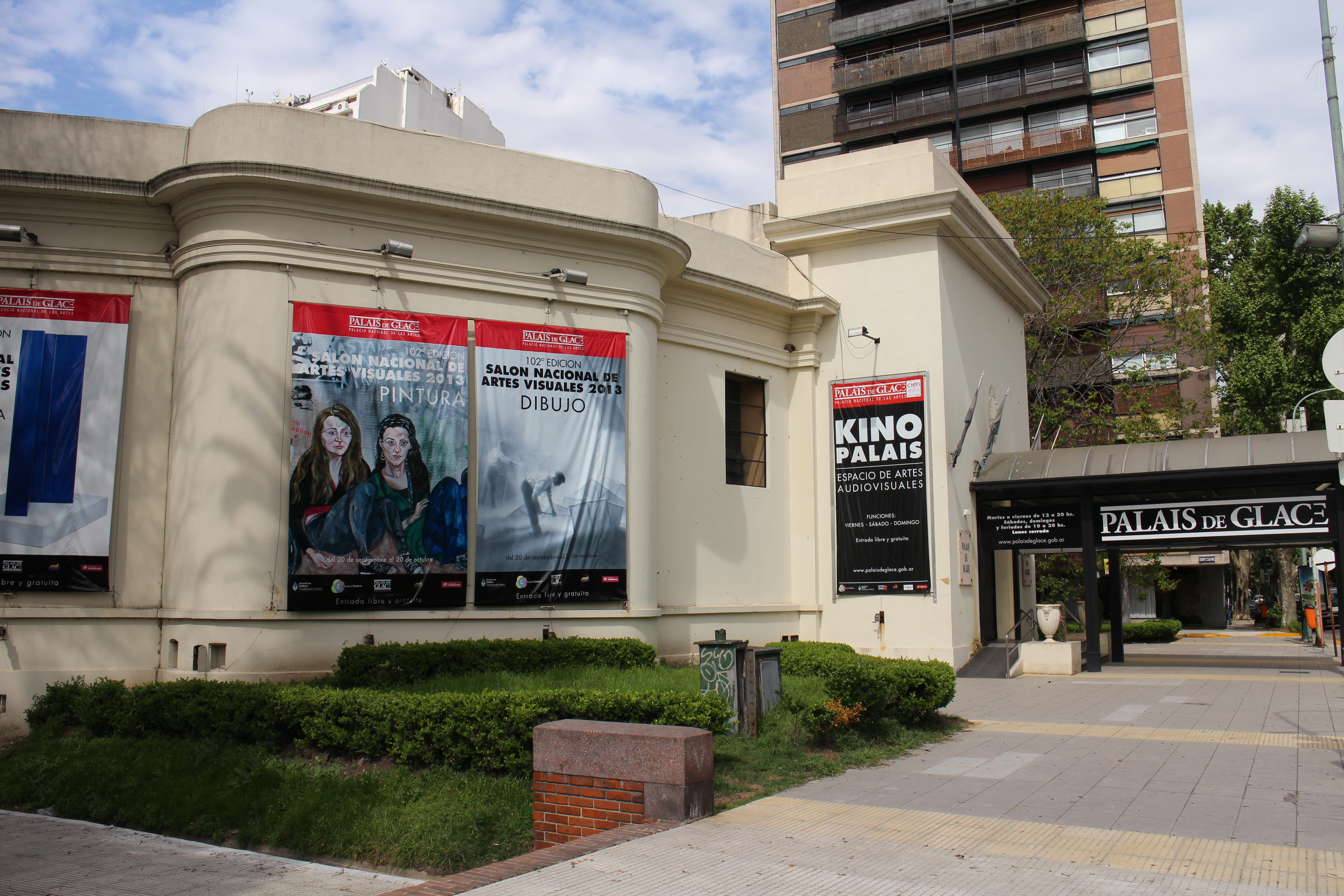
Aspecto actual del Palais de Glace, sin su cúpula

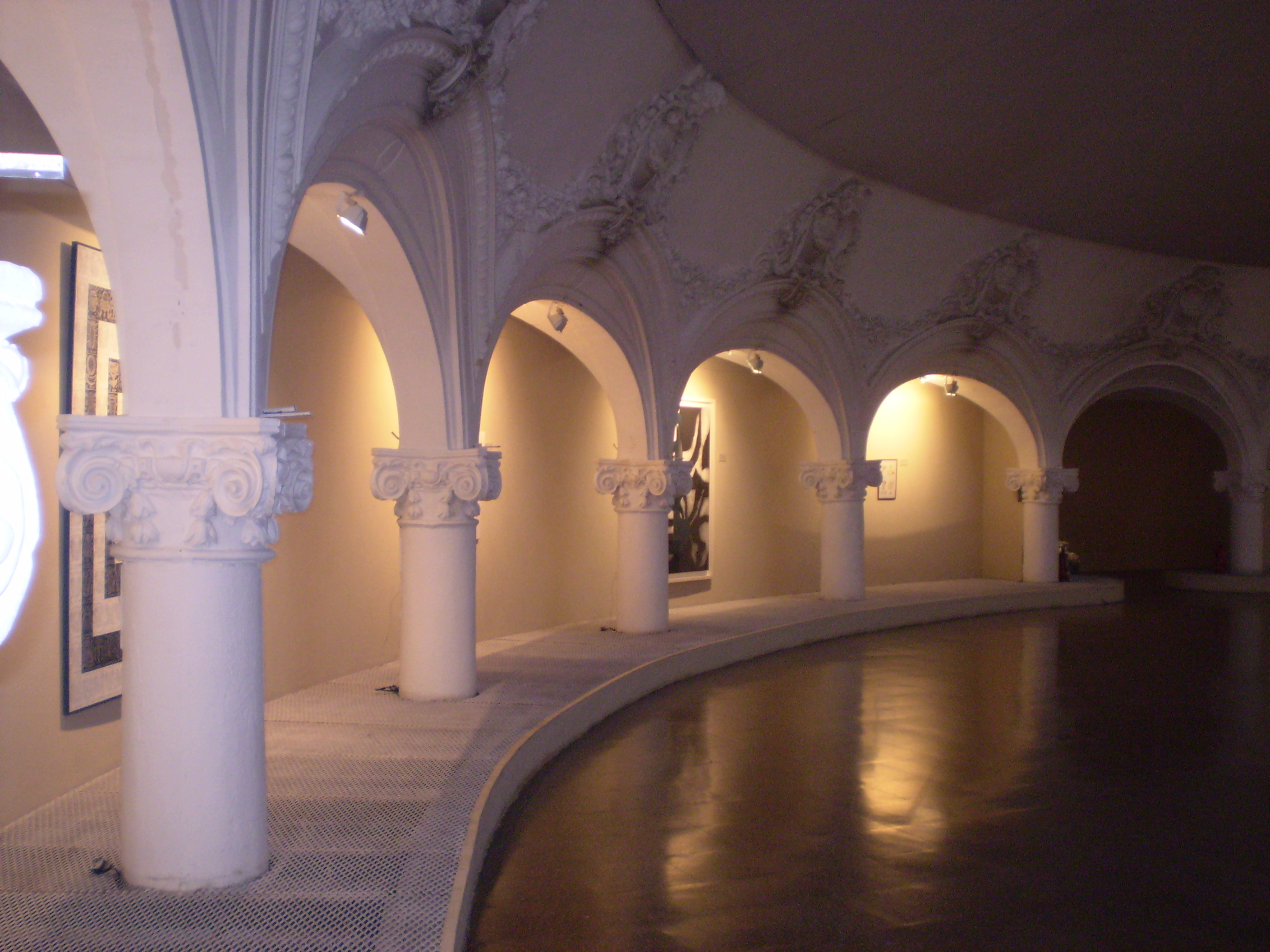
Interior

El Palais de Glace o Palacio Nacional de las Artes es un centro de exposiciones ubicado en el barrio de Recoleta de la ciudad de Buenos Aires, Argentina. Actualmente es el espacio institucional por excelencia del Estado Nacional para la exhibición de arte argentino y sede del Salón Nacional de Artes Visuales.

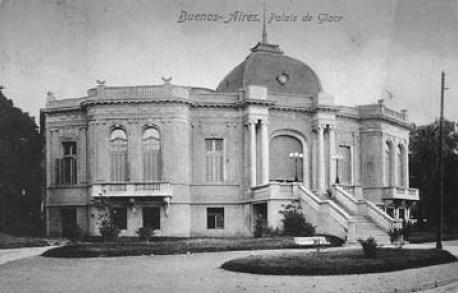
Aspecto original del Palais de Glace, hacia 1910

## Historia
Inaugurado en el año 1910, el edificio fue construido por José R. Rey y Besadre en terrenos cedidos por la Municipalidad. Las actividades originales para las cuales fue diseñado el Palais de Glace eran patinaje sobre hielo y club social. Estas respondían al entretenimiento de moda de la alta burguesía porteña del momento, que llevaba un estilo de vida, costumbres y pasatiempos con marcado rasgo europeo.
La pista de hielo circular tenía 21 metros de diámetro ocupando el salón central iluminado naturalmente a través de una gran lucarna ubicada en una cúpula su techo abovedado. Alrededor de la misma se encontraban palcos y tribunas y en el primer piso había más palcos, una confitería y un órgano. En el subsuelo del mismo, se instalaron las máquinas que fabricaban el hielo para abastecer a la pista.
El edificio contaba originalmente con una planta circular elevada medio nivel sobre el terreno, con sus accesos enmarcados por columnas clásicas y coronados con cubiertas de mansarda. 
Alrededor de 1912 el edificio fue comprado por el cónsul de Suiza, barón Antonio Demarchi, yerno del presidente Julio Argentino Roca, quien lo convirtió en un salón de baile, para lo que se le añadió un piso de roble. En el mismo Demarchi organizó un evento que marcó un hito en la historia del tango, con una orquesta al mando de Genaro Espósito y Enrique Saborino como bailarín, para demostrar que el tango no era un baile obsceno como afirmaban sus críticos. Luego de este evento el Palais de Glace se convirtió en el lugar donde la alta sociedad se reunía para eventos de tango. Por el salón pasaron muchas de las grandes orquestas de tango de la década de 1920, como las de Francisco Canaro, Roberto Firpo y Julio De Caro.
En 1930 finaliza el contrato de concesión y debido a un plan de remodelación de edificios de la Ciudad de Buenos Aires, la Municipalidad lo cede al Ministerio de Educación y Justicia para que sea el nuevo edificio de la Dirección Nacional de Bellas Artes, que previamente estaba ubicado en el Pabellón Argentino y fue demolido para construir la Plaza San Martín. 
De 1932 a 1954 funcionó en el mismo el salón Nacional de Bellas Artes y Artes Plásticas. El edificio fue remodelado por el arquitecto Alejandro Bustillo para cumplir esta nueva función. Entre los años 1932 y 1935 se llevó a cabo la remodelación que consistió en, respetando la estructura original del planteo arquitectónico, transformar la sala circular en salón de exposiciones, aprovechando las rotondas para salas de exposición.
En 1934 se crean tres grandes murales en el interior representando las bellas artes y las artesanías argentinas. 
En el año 1940, Bustillo interviene nuevamente el edificio afectando el lenguaje exterior del mismo. Se retiraron las columnas que enmarcaban el pórtico principal de acceso y las dos cúpulas de la cubierta, se reemplazaron algunos aventanamienos y se despojó al edificio de los balcones y toda la ornamentación.
En 1954 se transforma en un anexo de los estudios centrales de canal 7 y el Salon Nacional tuvo que ser trasladado al Museo Nacional de Buenos Aires y al Congreso hasta 1960 que se convierte en sede del Salón Nacional nuevamente y de las Salas Nacionales de Exposición. 
En el año 1980 el edificio fue intervenido nuevamente, esta vez por Clorindo Testa, generando en su espacio central un entrepiso que ocupa el 80% de la superficie y recuperando la cúpula que ilumina el espacio central cenitalmente.
En 2004 un decreto del Poder Ejecutivo Nacional declaró a este edificio como patrimonio histórico nacional. En 2012 recibió un reconocimiento por la Fundación Konex por su aporte a las Artes Visuales de Argentina.
Actualmente es el espacio institucional por excelencia del Estado Nacional para la exhibición de arte argentino y sede del Salón Nacional de Artes Visuales, el certamen más importante del país que otorga premios en pintura, escultura, dibujo, grabado, cerámica, arte textil, fotografía y nuevos soportes e instalaciones. El Palais Posee un patrimonio de alrededor de mil obras.

## El accidente de Carlos Gardel
El tango estuvo presente en el salón de baile del Palais de Glace, el lugar de esparcimiento y diversión de aquella época. Durante madrugada del 11 de diciembre de 1915, Carlos Gardel, quien ese día cumplía 25 años de edad, tuvo un altercado. Cuando estaba por ingresar junto a su amigo el actor Elías Alippi, un hombre (luego identificado como Roberto Guevara) se interpuso y le efectuó un disparo en el pecho con un revólver.
Inmediatamente, Gardel fue trasladado al Hospital Ramos Mejía, donde se comprobó que el cantante tenía alojada una bala en su pulmón izquierdo. La bala no fue removida de su pecho debido a que era extremadamente peligroso el intentar extraerla, por lo que tuvo la bala hasta el último día de su vida
Algunas versiones coincidentes señalan que Gardel tenía un amorío con una mujer conocida como Madame Jeanette o La Ritana. El inconveniente estaba en que Madame Jeanette estaba comprometida con Juan Garesio, un miembro del hampa porteña y dueño del famoso cabaret Chantecler. Por lo que Garesio, al enterarse del romance, mandó a pegarle un tiro a Gardel.